# Oxystegus hibernicum
Oxystegus hibernicum là một loài rêu trong họ Pottiaceae. Loài này được (Mitt.) Hilp. mô tả khoa học đầu tiên năm 1933.